# Kawasaki KH-4
Il Kawasaki KH-4 era un elicottero utility monomotore con rotore a due pale prodotto dall'azienda giapponese Kawasaki Heavy Industries negli anni sessanta.
Sviluppo dello statunitense Bell 47G-3B, che la casa nipponica produceva su licenza dal 1954, differiva dal suo predecessore per l'adozione di una diversa cabina, dotata di nuovo pannello strumenti ed in grado, grazie alle maggiori dimensioni, di accogliere quattro persone, di un diverso e più potente impianto motore, ora sovralimentato, nuovo impianto di controllo del volo ed una maggiore capacità di carburante.
Destinato al mercato sia dell'aviazione civile che militare venne adottato dalla giapponese Rikujō Jieitai, la componente terrestre delle Jieitai (Forze di autodifesa giapponesi), e della thailandese Kongthap Akat Thai, l'aeronautica militare del paese indocinese.

## Utilizzatori
Giappone
- Rikujō Jieitai

 Thailandia
- Kongthap Akat Thai